# Битва под Борушковцами
Битва под Борушковцами — сражение русско-польской войны 1792 года, произошедшее 3 (14) июня 1792 года около деревни Борушковцы в нынешней Житомирской области.
Главные польские силы под командованием князя Юзефа Понятовского отступали от Полонного, под прикрытием с юга дивизии, возглавляемой Костюшко. Обоз польской армии, который охраняла дивизия генерала Виельгорского (6500 солдат, 12 пушек), шёл кратчайшим путём через Борушковцы, который пролегал через лесистую и заболоченную местность. Местность отнимала у поляков возможности для обороны, позволив русским солдатам незаметно приблизиться к польскому обозу.
После получения сведений о пути продвижения польских войск российский командующий генерал Михаил Каховский отдал распоряжение двум казацким полкам под руководством Алексея Орлова и частям кавалерии под командованием Александра Тормасова атаковать поляков. Русские части атаковали и уничтожили тыл польского обоза. Польская кавалерия выдержала первый натиск русских солдат, после чего отступила. Обоз защищали 1000 польских пехотинцев и артиллерия. Отступлению поляков помешало то обстоятельство, что мост через речку Деревичку обвалился.
К русским войскам подошло подкрепление в лице Екатеринославского егерского корпуса генерала Моркова. Польская дивизия понесла тяжёлые потери в живой силе (981 человек), потеряла 7 пушек и обоз, в котором находилось оружие, припасы, провиант и часть казны. Русские потери составили 98 человек. Единственным положительным для поляков результатом стало то, что русское преследование главных польских сил было на некоторое время приостановлено.

## Факты
В сражении в возрасте около 102 лет погиб самый старый солдат Польши, поручик Симон Мохорт.